# 許宸銘
許宸銘（2002年7月18日—），為台灣棒球選手，曾效力於中華職棒富邦悍將，守備位置為游擊手。於2020年季中選秀會中被富邦悍將以第8輪第40順位選進。其哥哥為許禹壕。
2022年季末遭到釋出，生涯未上過一軍。目前轉效力於台南市成棒隊。

## 經歷
- 高雄市鼓岩國小少棒隊
- 高雄市忠孝國中青少棒隊
- 臺南市私立南英高級商工職業學校青棒隊
- 中華職棒富邦悍將（2020年－2022年）
- 台南市成棒隊（2023年－）

## 外部連結
- 許宸銘在台灣棒球維基館上的頁面（繁體中文）